# داپنگ اینترنشنال سنتر
داپنگ اینترنشنال سنتر (انگلیسی: Dapeng International Plaza) ساختمان اداری ۵۶ طبقه مستقر در شهر گوانگ‌ژو، گوانگ‌دونگ، چین است، که در سال ۲۰۰۶ احداث گردید.